# Esporte Clube Vasco da Gama
O Esporte Clube Vasco da Gama foi um clube brasileiro de futebol da cidade de Iguatu (Ceará), suas cores e seu uniforme eram idênticos ao do Clube de Regatas Vasco da Gama do Rio de Janeiro.

## História
O Esporte Clube Vasco da Gama representou a cidade de Iguatu no Campeonato Cearense da Série de B de 1994 ficando na quinta colocação.
Em 2009, conquistou a vaga para disputar a final do Campeonato Intermunicipal Cearense Sub-23.

## Títulos
Campeão do Torneio Intermunicipal do Estado do Ceará: 2009

### Campeonato Cearense - 2ª divisão
| Ano  | Posição |
| 1994 | 5º      |